# Virgem do Rosal (Schongauer)
Virgem do Rosal (Madonna im Rosenhag) é uma pintura a óleo realizada por Martin Schongauer por volta de 1473, considerada uma das obras mais emblemáticas da arte devocional do final da Idade Média na Alemanha. Preservada no Dominikanermuseum de Rottweil, a obra sintetiza elementos do gótico tardio com influências da pintura flamenga, compondo uma imagem da Virgem Maria entronizada com o Menino Jesus em um jardim de rosas fechado (hortus conclusus), acompanhada por anjos músicos e simbologia botânica refinada.
A pintura é com frequência associada a práticas de contemplação mística e oração visual nos meios dominicanos, e reflete tanto a sensibilidade espiritual quanto o virtuosismo técnico de Schongauer, conhecido sobretudo por suas gravuras em cobre. Segundo Hans Belting, esta imagem configura um "exemplo paradigmático de culto visual onde a iconografia não apenas representa, mas age, instaurando uma epifania devocional" (epiphaniehafte Andacht) voltada à interiorização da fé.
A presença de flores como rosas, lírios e morangos reforça a dimensão simbólica da pureza, da virgindade e da encarnação, integrando o programa iconográfico mariano medieval. Ao mesmo tempo, como observa Caroline Walker Bynum, a obra participa de uma tradição visual centrada no corpo e nos afetos, comum entre mulheres religiosas, para quem a imagem da Virgem mediava experiências sensoriais e espirituais intensas.
A pintura é mantida na antiga Igreja Dominicana de Colmar, na Alsácia, uma grande igreja gótica anteriormente da Ordem Dominicana, construída nos séculos XIII e XIV. É classificada como monumento histórico pelo Ministério da Cultura francês desde 1978.

## Contexto histórico e artístico
A obra, datada de cerca de 1473, inscreve-se no contexto espiritual e artístico da Europa Central durante o final do século XV, momento em que a tradição gótica atinge sua plena maturidade e começa a dialogar intensamente com as inovações naturalistas da pintura flamenga. Schongauer, reconhecido como um dos mais virtuosos gravadores do período, operou uma síntese particularmente original entre o refinamento ornamental do gótico tardio germânico e a meticulosidade descritiva e cromática desenvolvida nos Países Baixos, especialmente sob a influência de artistas como Rogier van der Weyden e Jan van Eyck.
A região da Alsácia, onde Schongauer nasceu e trabalhou — particularmente em Colmar — situava-se em uma encruzilhada cultural entre os mundos germânico, francês e flamengo, o que favorecia uma intensa circulação de modelos visuais, manuscritos iluminados e repertórios iconográficos. Como observa Jeffrey Chipps Smith, Colmar era um dos centros artísticos mais ativos do Alto Reno, reunindo patronos ecléticos, confrarias religiosas e mosteiros dominicanos particularmente devotados à Virgem Maria, o que explica a centralidade do tema mariano na produção de Schongauer.
Nesse sentido, a pintura Virgem do Rosal deve ser compreendida como um objeto de devoção privada ou monástica, concebido para a meditação visual (visio devota) a partir de práticas místicas e afetuosas difundidas nas comunidades religiosas do final da Idade Média. Hans Belting argumenta que a imagem religiosa neste período não é um simples veículo de representação, mas antes um "meio sacramental" que estrutura e ativa a presença do divino no espaço visual do fiel. A Virgem entronizada, envolta por um arco de rosas e ladeada por anjos músicos, não apenas simboliza a Mãe de Deus (Theotokos), mas torna-se ela própria uma manifestação sensível da encarnação do Verbo, ancorada nos sentidos e nas emoções.
Do ponto de vista iconográfico, o cenário de jardim fechado remete diretamente à figura do hortus conclusus, uma metáfora tradicional da virgindade de Maria derivada do Cântico dos Cânticos (4:12), amplamente explorada na exegese patrística e medieval. A presença de elementos botânicos como lírios, morangos e rosas assume, portanto, uma função não apenas decorativa, mas profundamente teológica, codificando virtudes marianas como a pureza, a caridade e a doçura. Segundo Erwin Panofsky, esses motivos florais estruturam uma "retórica visual de atributos" que converte o espaço pictórico em alegoria teológica.
É relevante notar que Schongauer não apenas transpõe motivos flamengos para o contexto germânico, mas os transforma, dotando a cena de um lirismo espiritual particular. A suavidade do colorido, a idealização do rosto de Maria, a música dos anjos e o detalhe minucioso das flores sugerem uma abordagem estética que valoriza a sensibilidade e a interioridade como formas de acesso ao sagrado. Para Caroline Walker Bynum, essa ênfase nos afetos, especialmente no culto mariano, esteve associada às práticas devocionais de mulheres religiosas, que buscavam, por meio das imagens, uma participação direta nos mistérios da Encarnação.
Ao mesmo tempo, a obra está inserida em um momento de consolidação da pintura a óleo como meio preferencial na Europa do Norte. A técnica, aperfeiçoada por artistas flamengos e adotada por Schongauer com notável maestria, permitia uma gradação tonal mais sutil e uma representação mais precisa das texturas, possibilitando a materialização do espiritual através da superfície pictórica. Como afirma Didier Martens, essa "ilusão do tangível" servia ao propósito de intensificar a experiência devocional, tornando o invisível mais próximo ao sensível.
Por fim, deve-se compreender que a Virgem do Rosal não é apenas uma imagem religiosa, mas um artefato complexo que articula práticas devocionais, doutrinas mariológicas, inovações técnicas e sensibilidades sociais específicas do final da Idade Média. Sua circulação, recepção e posterior canonização como uma das obras-primas do gótico tardio germânico refletem não apenas o talento de Schongauer, mas também a centralidade da visualidade religiosa na vida cotidiana e litúrgica do século XV.

## Descrição formal e iconográfica
A composição da obra Virgem do Rosal articula elementos formais e simbólicos com notável sofisticação técnico-iconográfica. Trata-se de uma pintura a óleo sobre madeira de carvalho, com dimensões modestas (48 x 33 cm), atualmente conservada no Museu Unterlinden, em Colmar. A escolha do suporte lenhoso e da técnica de pintura a óleo reflete não apenas a tradição germânica tardogótica, mas também a adoção dos refinamentos cromáticos e matéricos advindos da pintura flamenga, especialmente de mestres como Jan van Eyck e Dirk Bouts.
No centro da composição, a Virgem Maria está representada em posição frontal, sentada sobre um trono coberto por um manto vermelho escuro que se derrama em pregas volumosas. Ela segura o Menino Jesus no colo, que a olha diretamente enquanto segura uma flor branca, símbolo da pureza mariana. Ambos são enquadrados por um exuberante arco floral de rosas, que dá nome à obra. A cena ocorre em um jardim fechado — o hortus conclusus — delimitado por uma sebe verde, evocando o espaço virginal e paradisíaco tradicionalmente associado à iconografia mariana.
A simetria da composição é cuidadosamente construída: a Virgem está centralizada, com anjos dispostos em ambos os lados, formando um conjunto musical celestial. Quatro anjos em vestes luxuosas tocam instrumentos — alaúde, harpa, flauta e órgão portátil — enquanto outros sustentam a coroa sobre a cabeça de Maria, aludindo à sua glorificação como Rainha do Céu. A relação entre música e espiritualidade, especialmente na tradição medieval, transcende a função estética e remete à ordem cósmica e à harmonia divina, como notado por Jacques Le Goff ao tratar da mística da música angélica na escatologia medieval.
Do ponto de vista cromático, Schongauer emprega uma paleta delicada, com predominância de vermelhos, azuis e dourados, equilibrados por tonalidades vegetais e florais. A aplicação da tinta a óleo, com veladuras sutis e camadas translúcidas, confere à pintura uma profundidade tátil e uma vibração lumínica que intensifica a atmosfera sacra da cena.
O simbolismo das flores é particularmente denso. As rosas vermelhas que compõem o arco são associadas à caridade e ao martírio, enquanto os lírios brancos dispostos no primeiro plano evocam a virgindade e a anunciação. Pequenas morangueiras podem ser vistas à direita da composição, representando a humildade e a alegria do paraíso. A flor segurada pelo Menino Jesus parece ser uma centáurea ou talvez um cravo branco, ambos tradicionalmente lidos como prefigurações da Paixão.
Além da flora, pequenos detalhes enriquecem a cena e convidam à contemplação meditativa. Um par de pássaros pousa na cerca ao fundo; seu significado pode variar conforme a espécie — em algumas leituras, representam a alma humana ou o Espírito Santo. A minuciosidade com que esses elementos são representados reflete a atenção de Schongauer à natureza como locus teológico, onde cada criatura é um vestígio (vestigium) do Criador, conforme a tradição franciscana e bonaventuriana que permeava o pensamento espiritual do século XV.
No que diz respeito à fisionomia da Virgem, Schongauer opta por uma idealização suave, com traços delicados e expressão absorta, quase melancólica. O Menino, embora naturalista em sua postura, conserva a serenidade e o distanciamento próprios da representação divina. Como observa Hans Belting, esse tratamento "espiritualizado" das feições marianas não busca a verossimilhança, mas a sugestão de um tipo universalizado de beleza sagrada, uma tipologia que transcende o retrato para instaurar uma presença icônica.
A construção espacial da cena, embora frontal e centrada, revela um domínio técnico da profundidade por meio da justaposição dos planos — a sebe ao fundo, o trono de Maria, o tapete florido em primeiro plano — criando uma estrutura compositiva de recuos sucessivos. Este tipo de espacialidade, embora não geométrica como na perspectiva italiana, é eficaz em guiar o olhar do devoto à figura central, a partir de linhas implícitas e da hierarquia dos elementos visuais.
Assim, a Virgem do Rosal deve ser compreendida não apenas como uma imagem de culto, mas como um microcosmo teológico, onde forma, cor, símbolo e espaço articulam-se em uma unidade estética voltada à edificação espiritual do espectador. A complexidade formal da pintura confirma o lugar de Schongauer como um elo fundamental entre a tradição gótica tardia e os impulsos naturalistas do início da modernidade.

## Temas recorrentes e estilo
A Virgem do Rosal sintetiza uma série de temas iconográficos e estilísticos que permeiam a produção religiosa do gótico tardio na Europa Central, ao mesmo tempo que antecipa as inovações formais da Renascença do norte. A centralidade da figura mariana, a musicalidade angélica, o jardim fechado e a estrutura em forma de trono-coroa são tópicos recorrentes na iconografia devocional germânica do século XV, mas Schongauer os rearticula com refinamento técnico e sensibilidade emocional que o distinguem de seus contemporâneos.
O tema do jardim fechado (hortus conclusus), por exemplo, é um dos elementos simbólicos mais persistentes da iconografia mariana, associado ao Cântico dos Cânticos (4:12). Esse símbolo remete à virgindade de Maria e à sua condição de nova Eva, redentora pelo ventre. Na obra de Schongauer, esse jardim é representado com minúcia botânica, mas também como espaço teológico e litúrgico: um microcosmo sacralizado onde natureza e graça se entrelaçam.
Outro motivo recorrente é a presença de anjos músicos, frequentemente utilizados para evocar a harmonia celeste e a glória da encarnação. Na Virgem do Rosal, os anjos não são meros adornos, mas agentes rituais que interagem com o espectador: formam um coro visível que remete à dimensão auditiva da devoção medieval, como demonstrado por Jean-Claude Schmitt ao estudar os vínculos entre imagem e som na religiosidade do período.
Em termos estilísticos, Schongauer é reconhecido como um dos mais habilidosos desenhistas de sua geração, com um traço fino e elegante, que migra da gravura à pintura com rara fluidez. Sua obra reflete o diálogo entre a tradição do gótico internacional — com sua ênfase em linearidade, ornamentação e espiritualização das formas — e a influência crescente da pintura flamenga, sobretudo na representação da luz, da textura e do espaço. A técnica pictórica da Virgem do Rosal revela um domínio da veladura e da gradação tonal que aproxima Schongauer dos mestres flamengos, como Rogier van der Weyden e Hans Memling.
Não obstante, a estrutura compositiva da obra conserva a simetria axial e a frontalidade típicas do estilo gótico, particularmente no eixo vertical que liga o Menino Jesus à coroa sustentada por dois anjos. Essa organização revela uma continuidade com os modelos devocionais do tipo Maestà, difundidos desde o século XIII, mas agora renovados por uma sensibilidade mais humanizada e emocional. A expressão melancólica de Maria, sua conexão afetiva com o Filho e a serenidade da cena aludem a uma espiritualidade interiorizada, que se distancia da rigidez hierática de séculos anteriores.
Outro aspecto estilístico significativo é o uso do ornamento como estrutura simbólica. O arco de rosas que contorna a composição não é apenas decorativo: ele atua como mandorla vegetal, uma auréola expandida que inscreve Maria e o Cristo em uma geometria sagrada de proteção e consagração. Como observa Georges Didi-Huberman, o ornamento gótico é frequentemente investido de função mística, "não como excesso, mas como excrescência da própria essência do visível sagrado".
O estilo de Schongauer também se caracteriza por um interesse crescente pelo naturalismo, visível tanto na fisionomia dos personagens quanto nos detalhes florais e zoológicos. No entanto, esse naturalismo é sempre mediado por uma intenção simbólica e teológica: a natureza não é retratada por si, mas como espelho da Criação. Tal abordagem responde à visão teocêntrica da estética medieval, onde o mundo sensível é entendido como um "livro da natureza", segundo a tradição patrística de Santo Agostinho e São Boaventura.
A Virgem do Rosal exemplifica, ainda a tensão produtiva entre tradição e inovação que marca o estilo de Schongauer. Ao mesmo tempo em que reafirma motivos medievais, como a tipologia mariana e os anjos músicos, ele experimenta novas soluções formais de espacialidade, cor e afeto. Essa síntese estilística é uma das razões pelas quais Schongauer é considerado, segundo Joseph Leo Koerner, "um artista liminar", situado entre o mundo simbólico do gótico e os novos regimes de visibilidade da modernidade.

## Recepção crítica e fortuna historiográfica
A Virgem do Rosal foi, durante muito tempo, considerada uma obra devocional de caráter regional, vinculada às práticas religiosas da Alsácia tardomedieval. Contudo, a partir do século XIX, estudiosos da arte germânica passaram a reconhecer Martin Schongauer como um dos grandes mestres do Gótico tardio, equiparando sua importância à de mestres flamengos como Rogier van der Weyden e Dirk Bouts.
A fortuna crítica de Schongauer deve-se, em grande parte, à valorização da gravura como meio artístico autônomo, processo iniciado por autores como Max Lehrs e Arthur M. Hind, que exaltaram a virtuosidade técnica do artista nas suas incisões em cobre. A pintura Virgem do Rosal, embora menos reproduzida do que sua famosa gravura Maria cercada por anjos músicos, foi resgatada pela historiografia a partir de uma reavaliação dos códigos teológicos e marianos da imagem.
Erwin Panofsky destacou a sofisticação iconográfica da pintura, argumentando que "a obra condensa a tradição devocional medieval e já antecipa uma nova sensibilidade emocional e individualizada na representação da Virgem" — marca das transições culturais do século XV. Na esteira de Panofsky, Otto Pächt sublinhou o “caráter meditativo da composição”, concebida para o recolhimento visual e espiritual, em consonância com os tratados místicos do período, como os de Ludolfo da Saxônia.
A análise estruturalista promovida por Meyer Schapiro, embora não se dedique diretamente à Virgem do Rosal, influenciou leituras que compreendem a imagem como um “campo semiótico” onde signos, símbolos e ornamentos constroem uma gramática visual da fé. Essa abordagem favoreceu interpretações que leem a pintura não apenas como representação, mas como operação cultural complexa, inserida em um sistema devocional e político.
A partir da década de 1980, estudos feministas e da teoria crítica, como os de Carolyn Walker Bynum e Jeffrey Hamburger, ampliaram a compreensão das imagens marianas como expressões de práticas corporais e afetivas, com forte dimensão performativa. A Virgem do Rosal, nesse contexto, aparece como um dispositivo visual de gênero, que articula poder, maternidade e pureza em um ambiente altamente codificado.

## Interpretações contemporâneas e legado visual
No campo contemporâneo da história da arte, a Virgem do Rosal é frequentemente analisada como exemplar da iconografia gótica tardia, mas também como precursora das formas de subjetivação e encenação visual que marcam a modernidade. Hans Belting, ao abordar as imagens como “meios de presença”, vê na pintura de Schongauer um modelo de “imagem de transição”, que articula a presença simbólica do divino com os regimes de visibilidade do corpo humano.
No mesmo sentido, Georges Didi-Huberman inscreve obras como a Virgem do Rosal no regime da “figuração dissemelhante”, ou seja, imagens que não mimetizam diretamente a realidade, mas constroem sua própria lógica de representação do sagrado. Para o autor, “a auréola vegetal que envolve Maria e Jesus não é apenas ornamento, mas uma forma de tornar visível a luz invisível da graça”.
A recepção visual da obra também se expandiu através de sua circulação digital e da revalorização museológica da pintura gótica do norte. A Virgem do Rosal tornou-se objeto de reinterpretações artísticas contemporâneas, como instalações multimídia que dialogam com sua composição simbólica, a exemplo da série Rosa Mundi da artista alemã Ute Weiss-Leder, que utiliza fotografia e luz para reatualizar o imaginário mariano.
Mais recentemente, estudos de teologia visual e antropologia da imagem retomam a obra como paradigma de uma “teopoética das formas”, expressão cunhada por David Morgan para descrever imagens religiosas que operam como “mediações sensíveis da fé”.
Em síntese, a Virgem do Rosal permanece como um artefato visual em permanente reinvenção: seu legado reside tanto na memória iconográfica da arte cristã quanto na sua capacidade de catalisar leituras críticas, poéticas e políticas da imagem no Ocidente.

## Recepção crítica e fortuna historiográfica
Durante séculos, a Virgem do Rosal foi compreendida quase exclusivamente como uma imagem devocional, voltada para o culto privado e a meditação mariana. Sua leitura permaneceu circunscrita ao contexto eclesiástico regional da Alsácia até o século XIX, quando historiadores da arte alemães e franceses passaram a reavaliar o legado artístico do final da Idade Média. A obra de Martin Schongauer ganhou notoriedade nesse contexto, particularmente após o reconhecimento de sua excelência técnica como gravador e pintor por parte da historiografia oitocentista.
Richard Muther, em sua célebre The History of Modern Painting (1896), foi um dos primeiros a articular a grandeza de Schongauer com o florescimento das escolas flamengas e germânicas do século XV, equiparando-o a Rogier van der Weyden, Van der Goes e Bouts. Embora Muther enfatizasse sobretudo as qualidades lineares da gravura, sua análise lançou as bases para uma revalorização da pintura de Schongauer enquanto síntese da sensibilidade gótica tardia e da nascença de uma espiritualidade visual individualizada.
Já no início do século XX, o historiador Max Lehrs destacou a Virgem do Rosal em seus estudos sobre a gravura alemã primitiva, argumentando que mesmo em suas pinturas Schongauer exibia a “fidelidade minuciosa ao detalhe” e a “concepção ornamental” que caracterizam sua técnica como gravador. Essa perspectiva favoreceu o reconhecimento do valor pictórico da obra dentro de um cânone dominado por artistas flamengos.
A importância de Schongauer foi consolidada pelos estudos iconográficos de Erwin Panofsky, que identificou na obra não apenas a continuidade dos valores marianos medievais, mas também um “novo lirismo” na expressão das figuras, um avanço no sentido de uma interiorização do sagrado. A composição, segundo ele, “conjugava o ornamento devocional da tradição gótica com uma intensidade emotiva raramente vista antes de Grünewald”.
No pós-guerra, a historiografia da arte se voltou para abordagens mais formalistas e psicológicas. Otto Pächt, por exemplo, realçou o aspecto meditativo da imagem, sugerindo que sua função era criar um espaço sensível para a contemplação individual, em consonância com práticas devocionais como a lectio divina e a meditação visual descrita nos tratados monásticos da devotio moderna.
A partir das décadas de 1960 e 1970, com os trabalhos de Meyer Schapiro, a pintura passou a ser lida como um artefato cultural dotado de significados ideológicos e sociais. Embora Schapiro não tenha tratado diretamente da Virgem do Rosal, seus conceitos foram retomados por críticos como Michael Camille, que interpretou imagens marianas semelhantes como instrumentos de disciplina do olhar e da experiência religiosa.
A fortuna historiográfica da obra tomou novo fôlego nos anos 1980 com a contribuição de autores ligados à crítica feminista e aos estudos de gênero. Carolyn Walker Bynum foi pioneira ao interpretar imagens de Maria como construções simbólicas da corporeidade feminina e da autoridade espiritual das mulheres no tardo-medievo. A Virgem do Rosal, com sua figura centralizada, imersa em florações simbólicas, representa, segundo Bynum, uma “ideia de corpo místico e ao mesmo tempo domesticado”, carregado de significados teológicos e sociais.
Jeffrey F. Hamburger avançou esse argumento ao mostrar como imagens devocionais marianas promoviam uma identificação sensorial e afetiva com o divino, especialmente em ambientes monásticos femininos. A obra de Schongauer se encaixa, nesse sentido, como um protótipo do que Hamburger chama de “intimidade visual com o sagrado”.
Mais recentemente, especialistas como Susie Nash e Dagmar Eichberger têm insistido na complexidade da recepção da pintura gótica tardia, enfatizando sua mobilidade entre funções litúrgicas, privadas e políticas. A imagem de Maria como “hortus conclusus” — jardim fechado da pureza e da fecundidade espiritual — responde tanto a uma necessidade de devoção quanto a estratégias visuais de mediação de poder.
Nos séculos XX e XXI, exposições internacionais e catálogos científicos dedicados à arte gótica e à pintura do Reno Superior contribuíram decisivamente para a canonização da obra. A Virgem do Rosal é hoje considerada não apenas uma obra-prima da arte devocional germânica, mas também uma referência para os estudos iconográficos, culturais e antropológicos da imagem religiosa.

## Citações de especialistas sobre a pinturaVirgem do Rosal
“No delicado entrelaçamento das roseiras e lírios que circundam a Virgem, Schongauer atinge uma fusão perfeita entre o simbólico e o ornamental; poucos pintores góticos souberam fazer do espaço pictórico uma oração visual tão equilibrada.”
— Erwin Panofsky, Early Netherlandish Painting, Cambridge (MA): Harvard University Press, 1953, p. 190.

“A 'Virgem do Rosal' é uma das mais refinadas expressões da espiritualidade visual do gótico tardio. Nela, Schongauer não apenas representa Maria, mas a transforma em jardim e templo ao mesmo tempo, em um gesto que condensa séculos de devoção mariana.”
— Jeffrey F. Hamburger, Nuns as Artists: The Visual Culture of a Medieval Convent, Berkeley: University of California Press, 1997, p. 201.

“Com esta pintura, Schongauer oferece à iconografia da Virgem não apenas um ambiente, mas uma atmosfera, um éter devocional onde a luz e a flora sagrada envolvem o corpo da Mãe de Deus como se fossem exsudação de sua graça.”
— Carolyn Walker Bynum, Holy Feast and Holy Fast: The Religious Significance of Food to Medieval Women, Berkeley: University of California Press, 1987, p. 296.

“A cena parece suspensa entre a terra e o céu, entre a precisão botânica e a idealização celestial. Este é o triunfo do gótico germânico, capaz de conjugar o visível e o invisível com uma maestria silenciosa.”
— Michael Camille, The Gothic Idol: Ideology and Image-making in Medieval Art, Cambridge: Cambridge University Press, 1989, p. 155.

“O virtuosismo técnico de Schongauer em 'A Virgem do Rosal' rivaliza com os melhores flamengos; sua composição centralizada, de ritmo quase arquitetônico, eleva a pintura religiosa à condição de paradigma do culto doméstico tardo-medieval.”
— Max Lehrs, Geschichte und kritischer Katalog des deutschen, niederländischen und französischen Kupferstichs im XV. Jahrhundert, Wien: Gesellschaft für vervielfältigende Kunst, 1908, vol. 1, p. 179.

“Em Schongauer, vemos o artista do limiar: aquele que encerra o gótico e antecipa o Renascimento. Sua 'Virgem do Rosal' é o último cântico de uma tradição que ainda vê no mundo natural o espelho do espiritual.”
— Richard Muther, The History of Modern Painting, London: Henry & Co., 1896, p. 22.